# Bruyères-le-Châtel
Bruyères-le-Châtel  [bʁujɛʁ lǝ ʃɑt̪ɛl] je francouzské město v departementu Essonne, v regionu Île-de-France, 31 kilometrů jihozápadně od Paříže.

## Geografie
Sousední obce: Fontenay-lès-Briis, Marcoussis, Ollainville, Saint-Maurice-Montcouronne, Breuillet a Égly.
Obcí protéká řeka Charmoise.

## Vývoj počtu obyvatel
Počet obyvatel

## Památky
- menhir Beaurimault